# 213.ª Divisão de Infantaria (Alemanha)
A 213ª Divisão de Infantaria (em alemão:213. Infanterie-Division) foi uma unidade militar que serviu no Exército alemão durante a Segunda Guerra Mundial.

## Comandantes
| Comandante                                   | Data                                     |
| -------------------------------------------- | ---------------------------------------- |
| Generalleutnant Rene de l'Homme de Courbiere | ? de agosto de 1939 - ? de março de 1941 |

## Oficiais de operações
| Major Reinhard Gehlen  | 1 de setembro de 1939-outubro de 1939 |
| Major Hans Haas        | outubro de 1939-?                     |
| Major Kurt von Steuben | 10 de agosto de 1940-?                |

## Área de operações
| Polônia & Silésia | setembro de 1939 - março de 1941 |